# 前125年
| 千纪： | 前1千纪 |
| 世纪： | 前3世纪 \| 前2世纪 \| 前1世纪                                                                                         |
| 年代： | 前150年代 \| 前140年代 \| 前130年代 \| 前120年代 \| 前110年代 \| 前100年代 \| 前90年代                                |
| 年份： | 前130年 \| 前129年 \| 前128年 \| 前127年 \| 前126年 \| 前125年 \| 前124年 \| 前123年 \| 前122年 \| 前121年 \| 前120年 |
| 纪年： | 西汉元朔四年 |

## 大事记
- 羅馬帝國占領高盧東南部（直到前58年才全面發動高盧戰爭）。
- 趙眜病重，趙嬰齊向漢武帝請求回到南越國。同年，趙眜死去，趙嬰齊繼承南越国王位。
- 漢朝大行李息、岸頭侯張次公出右北平郡，攻匈奴之左部做為牽制；衛青率領騎兵3萬出朔方、高闕。
- 朔方之役，衛青秘密自朔方渡河，急夜襲右賢王，右賢王突圍而去。

## 逝世
- 趙眜，南越国的第二代君主。